# Лондонский фрагмент

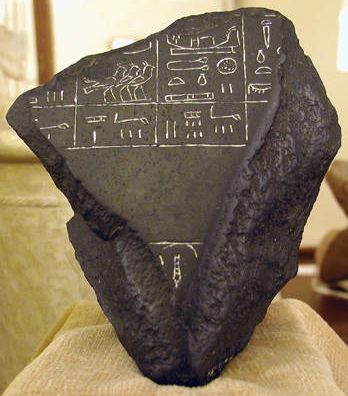

Лондонский фрагмент египетской летописи — был куплен Флиндерсом Питри у каирского дилера предметов старины, его содержание было опубликовано в 1916 году.
Лондонский фрагмент был найден в Верхнем Египте и направлен в Каир для продажи.
Но эта информация не была проверена.
Флиндерс Питри представил этот обломок колледжу в Лондоне, где он стал частью коллекции названного в честь Питри музея и имеет регистрационный номер UC 15508.
Высота — 8,5 см, ширина 8 см, толщина 5,3 см.
Флиндерс Питри описал материал Лондонского фрагмента: «Твёрдый чёрный как смоль кварц, как и этот (Палермский камень)».

## Надписи
Первый [раз] (переписи ?) золота.
[Следование Хора] второй раз переписи. (Высота Нила) 3 локтя, 6 ладоней, два пальца.
…..простых людей. (Высота Нила) 3 локтя, 1 палец.
Третий [раз переписи]. (Высота Нила) 1 локоть.
Останавливаясь на…….
10 [+x] ? пахотной земли

## Публикации
Публикация Ф. Питри в 1916 году (только лицевой стороны) «Отцом египетской археологии», объединивший информацию о Палермском камне и изданных Каирских фрагментах. Ф. Питри использовал характерную модель для того, чтобы восстановить предполагаемый оригинальный камень.
Перевод обратной стороны Лондонского Фрагмента был сделан спустя 60 лет Ривзом, который издал фотографию и линию рисунков обратной стороны вместе с краткими комментариями к уцелевшей надписи.